# Mesarania hebeiensis
Genre
Espèce
Mesarania hebeiensis, unique représentant du genre Mesarania, est une espèce fossile d'araignées. Elle est considérée comme une Entelegynae incertae sedis.

## Distribution
Cette espèce a été découverte à Zhouyingzi dans le xian de Luanping au Hebei en Chine. Elle date du Jurassique,.

## Étymologie
Son nom d'espèce, composé de hebei et du suffixe latin -ensis, « qui vit dans, qui habite », lui a été donné en référence au lieu de sa découverte, le Hebei.

## Publication originale
- (en) Hong, 1984 : Arachnida. Palaeontological Atlas of North China II, Mesozoic Volume, Tianjin Institute of Geology and Mineral Resources, Geological Publishing House, Beijing, p. 185–187.